# Leioproctus megachalcoides
Leioproctus megachalcoides är en biart som beskrevs av Michener 1965. Leioproctus megachalcoides ingår i släktet Leioproctus och familjen korttungebin. Inga underarter finns listade i Catalogue of Life.

## Bildgalleri

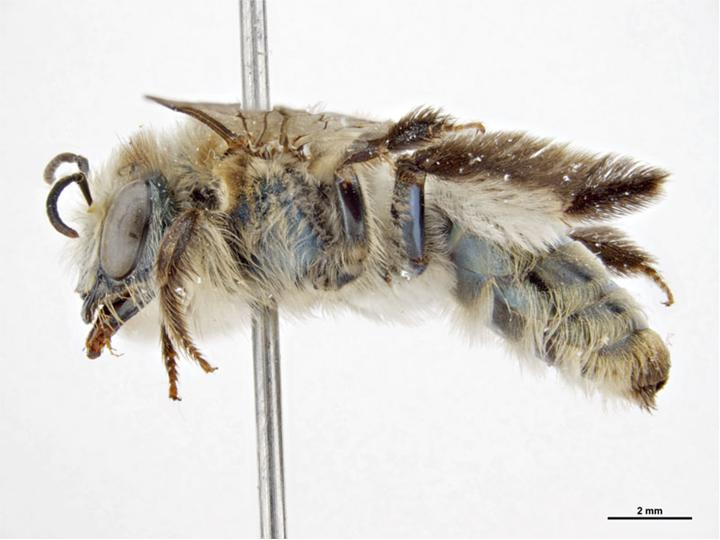
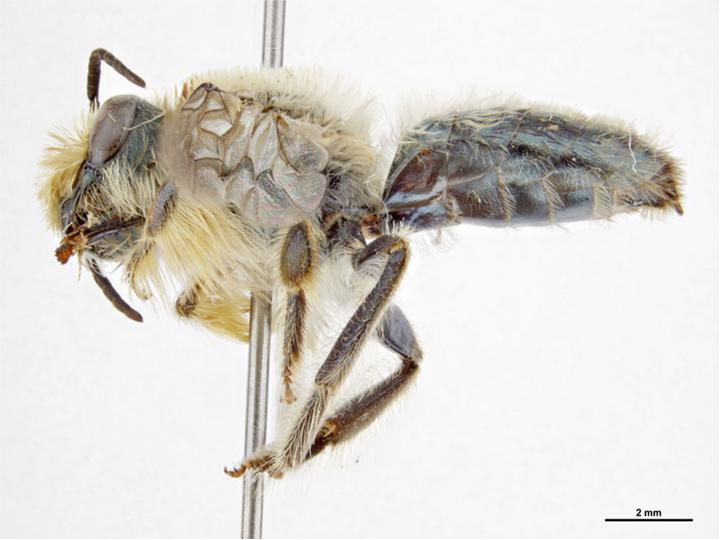